# María Gonzaga de Mantua
María Gonzaga de Mantua (Mantua, 29 de julio de 1609-Mantua, 14 de agosto de 1660) fue la hija primogénita del duque de Mantua, Francisco IV Gonzaga, y de su esposa Margarita de Saboya.

## Biografía
Su padre murió joven, cuando ella recién contaba con tres años de edad. Tras la primera guerra del Montferrato en 1613, María fue enviada a vivir en el Monasterio de Santa Úrsula en Mantua.
Asume la regencia del ducado en 1637 tras la muerte de su suegro, Carlos I de Gonzaga-Nevers aliado francés, durante el período de la minoría de edad de su hijo, Carlos II, heredero oficial de Mantua. María era la esposa de Carlos de Gonzaga-Nevers (hijo de Carlos I), quien murió prematuramente en 1631. 
Inicia un acercamiento al Sacro Imperio Romano Germánico y España, lo que provoca la reacción francesa, que ocupa Casale, siendo expulsados rápidamente por los españoles hasta la ocupación francesa de 1640.
María fue quizá el último gran personaje de la dinastía Gonzaga, trabajó duramente por levantar el ducado, que tras el largo sitio y posterior saqueo por parte del ejército imperial durante el 18 de julio de 1630 quedó reducido al mínimo de sus fuerzas. 
Se separó de la línea francesa a la que seguía su suegro y que había causado como consecuencia tantos desastres en Mantua. Por el contrario contrajo alianzas con el Sacro Imperio y con España gracias a la ayuda de su tía, la emperatriz viuda Leonor Gonzaga.
Su acción de acercamiento con el Sacro Imperio se cerró por completo al establecer exitosas alianzas matrimoniales para sus hijos. En primer lugar casando a su hijo, Carlos, con Isabel Clara de Habsburgo, sobrina del emperador Fernando II de Habsburgo, y en segundo lugar casando a su hija Leonor con el emperador Fernando III.
María también fue muy activa en política interna, eliminando o sustituyendo a todos los funcionarios de tendencia francesa; fueron además establecidas muchas reformas para traer el orden al desastre del Estado de Mantua y a favorecer la inmigración.
La única tarea en la que María falló fue en la educación de su hijo, quien resultó ser frívolo y despreocupado. Éste, al cumplir 18 años en 1647, tomó las riendas del gobierno y alejó a su madre de los asuntos de Estado, interrumpiendo así el buen progreso de sus acciones.
María se retiró a su espléndida villa en Porto Mantuano donde murió el 14 de agosto de 1660, tras vivir el esplendor de la corte de Vicente I, las privaciones de la Guerra de sucesión, la plaga italiana, y el esfuerzo de la reconstrucción. Se apagaba así todo el esfuerzo que había destinado al renacimiento de una dinastía destinada a la desaparición en el panorama internacional.

## Matrimonio e hijos
María contrajo matrimonio en 1627 con Carlos de Gonzaga-Nevers, con quien tuvo dos hijos:
- Leonor (1630-1686), emperatriz del Sacro Imperio Romano Germánico, tercera esposa de Fernando III.
- Carlos (1629-1665), duque de Mantua y de Montferrato, casado con Isabel Clara de Habsburgo, sobrina del emperador Fernando II de Habsburgo.

## Ancestros
| María Gonzaga | Padre: Francisco IV Gonzaga, duque de Mantua     | Abuelo paterno: Vicente I Gonzaga, duque de Mantua  | Bisabuelo paterno: Guillermo I Gonzaga, duque de Mantua                 |
| María Gonzaga | Padre: Francisco IV Gonzaga, duque de Mantua     | Abuelo paterno: Vicente I Gonzaga, duque de Mantua  | Bisabuela paterna: Leonor de Habsburgo, archiduquesa de Austria         |
| María Gonzaga | Padre: Francisco IV Gonzaga, duque de Mantua     | Abuela paterna: Leonor de Médici                    | Bisabuelo paterno: Francisco I de Médici, gran duque de Toscana         |
| María Gonzaga | Padre: Francisco IV Gonzaga, duque de Mantua     | Abuela paterna: Leonor de Médici                    | Bisabuelo paterno: Juana de Habsburgo-Jagellón, archiduquesa de Austria |
| María Gonzaga | Madre: Margarita de Saboya, virreina de Portugal | Abuelo materno: Carlos Manuel I, duque de Saboya    | Bisabuelo materno: Manuel Filiberto, duque de Saboya                    |
| María Gonzaga | Madre: Margarita de Saboya, virreina de Portugal | Abuelo materno: Carlos Manuel I, duque de Saboya    | Bisabuela materna: Margarita de Francia, duquesa de Berry               |
| María Gonzaga | Madre: Margarita de Saboya, virreina de Portugal | Abuela materna: Catalina Micaela, infanta de España | Bisabuelo materno: Felipe II de España                                  |
| María Gonzaga | Madre: Margarita de Saboya, virreina de Portugal | Abuela materna: Catalina Micaela, infanta de España | Bisabuela materna: Isabel de Valois, reina consorte de España           |